# Bruno Pinheiro
Bruno Miguel Nogueira Pinheiro (Charneca de Caparica, Portugal, 30 de octubre de 1976) es un entrenador de fútbol portugués. Actualmente está sin club.
Entrenó en el fútbol juvenil y amateur en Portugal antes de mudarse a Catar en 2016 y dirigió los equipos juveniles del país, incluso en la Copa Mundial de Fútbol Sub-20 de 2019. En dos años en Estoril, ganó el título de la Segunda Liga en 2021 y logró el noveno puesto en la Primeira Liga. Como entrenador interino de la selección catarí alcanzó, en enero de 2023, las semifinales de la Copa de Naciones del Golfo.

## Trayectoria

### Inicios
Nacido en Charneca de Caparica, Almada, Pinheiro fue entrenador juvenil del Benfica y Belenenses. A partir de 2014, tuvo su primera experiencia en el Campeonato de Portugal de tercera división, en el Eléctrico. Desde 2016 trabajó en Catar en la Aspire Academy y con los equipos juveniles del país. Lideró a la selección sub-19 a las semifinales del Campeonato AFC 2018, clasificándose para la Copa Mundial de Fútbol Sub-20 de 2019 en Polonia, donde perdió los tres partidos en la fase de grupos.

### Estoril
El 27 de junio de 2020, Pinheiro fue nombrado entrenador del Estoril de la Segunda Liga. Su equipo llegó a las semifinales de la Copa de Portugal en su primera temporada, perdiendo 5-1 en el global ante el Benfica, y consiguió el ascenso a la Primeira Liga como campeón con cuatro puntos más que el Vizela.
En agosto de 2021, Pinheiro ganó su primer partido en la máxima categoría por 2-0 contra el equipo ascendido Arouca. El 1 de julio siguiente, tras haber conseguido el noveno puesto, decidió dejar expirar su contrato.

### Selección de Catar
En diciembre de 2022, Pinheiro regresó a Catar para dirigir de forma interina a la selección absoluta en la Copa de Naciones del Golfo que se celebró en Irak a principios del 2023. Reemplazó a Félix Sánchez, a quien se le permitió irse después de que el equipo fuera eliminado en la fase de grupos de la Copa Mundial de la FIFA 2022.
El equipo de Pinheiro ganó 2-0 contra Kuwait en su debut el 7 de enero, luego perdió ante Baréin y empató con los Emiratos Árabes Unidos para avanzar en el segundo lugar del grupo por diferencia de goles sobre los kuwaitíes. Luego, los cataríes caerían por 2-1 ante Irak en el Estadio Internacional de Basora. El 7 de febrero, la Asociación de Fútbol de Catar nombró a su experimentado compatriota Carlos Queiroz hasta 2026.

### Al-Sadd
El 13 de julio de 2023, fue anunciado como entrenador del Al-Sadd y reemplazó a Juanma Lillo.El 16 de noviembre, el club anunció su despido luego de caer ante el Al-Faisaly por la Liga de Campeones de la AFC.

### Gil Vicente
El 9 de agosto de 2024, asumió al frente del Gil Vicente y firmó un contrato por una temporada.El 18 de febrero de 2025, fue despedido de su cargo después de una serie de malos resultados en la Primeira Liga.

## Clubes

### Como entrenador
| Club                      | País     | Año       |
| ------------------------- | -------- | --------- |
| Mafra                     | Portugal | 2009      |
| Eléctrico                 | Portugal | 2014-2015 |
| Aspire Academy            | Catar    | 2016-2020 |
| Selección sub-21 de Catar | Catar    | 2018      |
| Selección sub-19 de Catar | Catar    | 2018-2020 |
| Selección sub-20 de Catar | Catar    | 2019      |
| Estoril                   | Portugal | 2020-2022 |
| Selección de Catar        | Catar    | 2023      |
| Al-Sadd                   | Catar    | 2023      |
| Gil Vicente               | Portugal | 2024-2025 |

## Palmarés

### Como entrenador

#### Campeonatos nacionales
| Título       | Club    | País     | Año     |
| ------------ | ------- | -------- | ------- |
| Segunda Liga | Estoril | Portugal | 2020-21 |